# 中国2010年上海世界博览会巴西馆
中国2010年上海世界博览会巴西馆是2010年上海世博会上代表巴西的展馆，位于世博园区C片区，占地面积2000平方米。巴西馆的主题为“动感都市 活力巴西”。
巴西馆的外部采用与“鸟巢”类似的网状结构，灵感来源于巴西设计师坎帕纳兄弟（Campana brothers）设计的法维拉椅 （Favela Chair）。内部则由数个展厅构成，包括城市风光展厅、“动感都市 活力巴西”展厅和幸福巴西展厅等。在其中城市风光展厅，有一个长达170米的隧道，两侧通过总共192块大型液晶屏展示巴西的城市风情。另外，展馆中还推出了与2014年巴西世界杯足球赛有关的各类相关活动。